# Blindholz
Blindholz oder Futterholz ist ein Sammelbegriff für meist weniger hochwertiges Holz, das als nicht sichtbares Bauholz verwendet wird, beispielsweise als Tragholz für Dielenböden oder Trägermaterial für Furniere. Auch das Holz zwischen den Decklagen von Tischlerplatten wird als Blindholz bezeichnet.
Als Blindholz im Möbelbau eignen sich besonders leichte, wenig schwindende Holzarten wie Pappelholz oder auch Nadelhölzer.